# Enrico Dandolo
Pour les articles homonymes, voir Dandolo.
Enrico Dandolo, en latin Henricus Dandulus, (né en 1107 à Venise – mort en mai 1205 à Constantinople) fut le 41e doge de Venise, élu en 1192.
Enrico Dandolo est élu alors qu'il est âgé de 85 ans. Il réussit cependant à obtenir d'importantes concessions pour Venise lors de la quatrième croisade dont il est l'un des acteurs majeurs. Sa politique assure la domination de Venise sur plusieurs territoires du bassin oriental de la Méditerranée : Venise devient une grande puissance européenne et maritime. Il est considéré comme l'un des plus grands doges de Venise.

## Biographie

### Carrière diplomatique et juridique

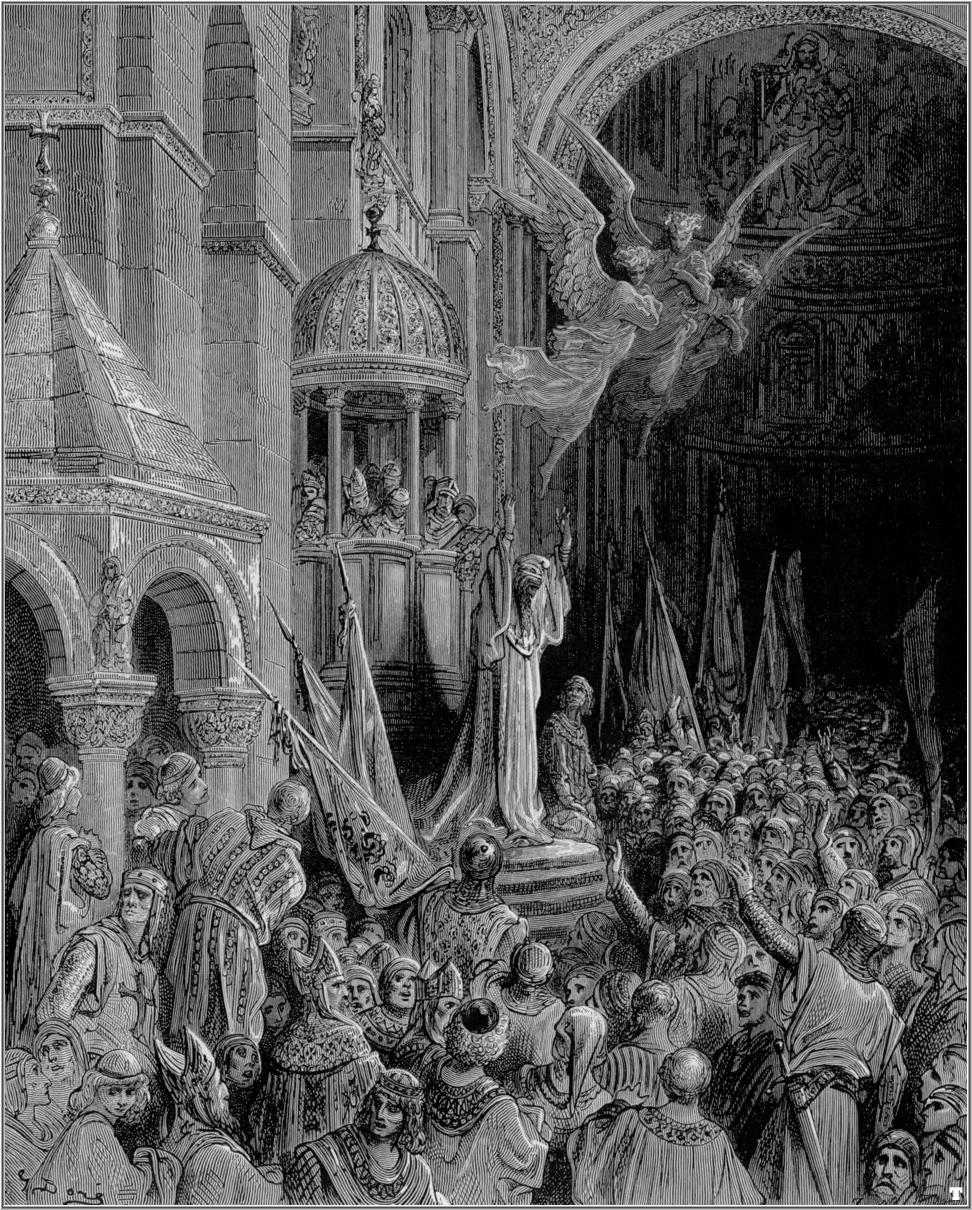
Dandolo prêchant la croisade par Gustave Doré

Né à Venise, il est le fils du puissant juriste et membre de la cour ducale, Vitale Dandolo, proche conseiller du doge Vital II Michele. Son oncle, également nommé Enrico Dandolo, a été patriarche de Grado, le plus haut rang religieux à Venise.
Le premier rôle politique important de Dandolo a lieu pendant les années de crise de 1171 et 1172. En mars 1171, le gouvernement byzantin saisit les biens de milliers de Vénitiens qui vivent dans l'empire avant de les emprisonner. Le doge Vital II Michele organise une expédition à laquelle participe Dandolo qui échoue au début de 1172. À son retour à Venise, Michele est tué par une foule en colère. Dandolo est nommé ambassadeur à Constantinople l'année suivante, Venise cherchant, sans succès, à parvenir à un règlement diplomatique de ses différends avec Byzance.
À partir d'octobre 1176, il exerce la fonction de juge à la cour dogale, probablement pendant tout le règne de Sebastian Ziani. En 1178, il participe à l'élection du doge suivant, son prédécesseur Orio Mastropiero.
La reprise des négociations avec Constantinople engagées en 1182 conduit finalement à un traité en 1186. Enrico Dandolo est présent en 1183 à Constantinople pour négocier le rétablissement du quartier vénitien dans la ville.
Enrico Dandolo participe à la politique étrangère de la république, comme ambassadeur : à Ferrare, deux fois auprès du roi Guillaume II de Sicile et en 1183 à Constantinople. Il est également avocat pour des monastères vénitiens.

### Le dogat
Enrico Dandolo devient doge à quatre-vingt-cinq ans. Son élection, le 1er juin 1192, est probablement le résultat d'un accord entre les factions adverses qui préfèrent mettre en place une personne âgée susceptible de mourir dans un bref délai.

#### Politique intérieure
Le dogat de Dandolo est marqué notamment par une réforme judiciaire jetant les bases du code civil vénitien, et l'introduction du grosso, une monnaie d'argent qui connaît une large diffusion.

#### Politique extérieure
Dandolo réussit à conclure des accords avec Vérone, Trévise, avec le patriarche d'Aquilée, avec le roi d'Arménie et avec les empereurs d'orient et d'occident ; il remporte une guerre contre Pise qui soutenait la rébellion de la population de la Dalmatie. Une expédition contre la cité rebelle de Zadar est cependant un échec.

##### Quatrième croisade
Vers 1201-1202, la politique qui avait caractérisé l'Adriatique au cours des dix années précédentes s'est apaisée et le dogat de Dandolo est dans une phase déclinante. De nouveaux évènements arrivent à maturation qui impliquent Venise et son doge.
En 1198, le pape Innocent III est élu. Il lance une croisade, la quatrième, qui aurait dû partir de Venise en 1201. Cependant, lorsque les croisés arrivent dans la lagune, ils ne sont pas en mesure de payer la flotte des Vénitiens. Dandolo, fin politique, leur demande alors d'aider Venise à reconquérir Zadar en échange d'un délai de paiement. Les croisés acceptent et la flotte prend le large sous le commandement d'Enrico Dandolo.

##### L'accord avec Alexis IV

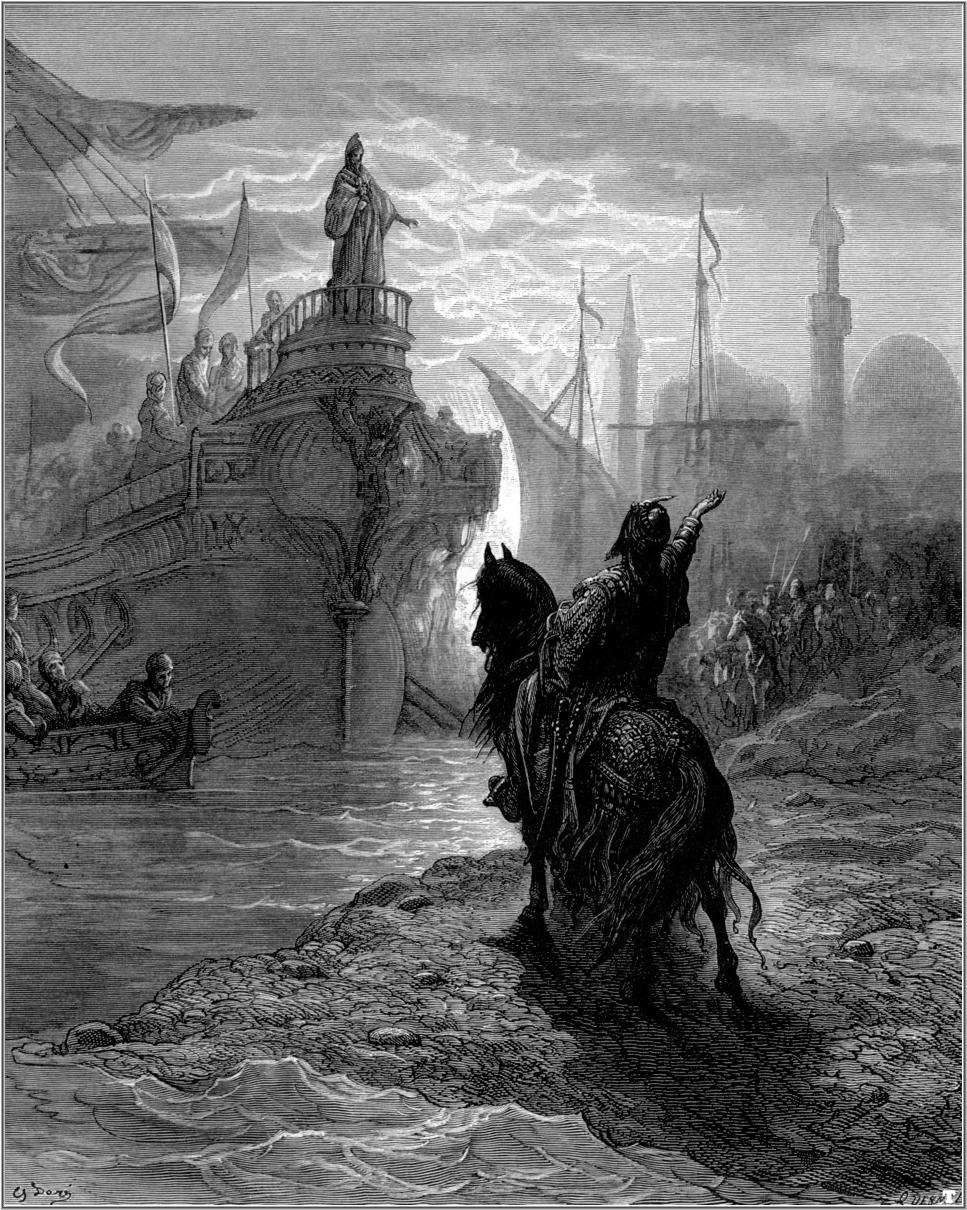
Gustave Doré: Enrico Dandolo parlemente avec Alexis V Doukas Murzuphle.

Après la capture de Zadar, Alexis IV, dont le père a été déposé par son oncle Alexis III, promet aux hommes de l'argent et des terres s'ils l'aident à reconquérir le pouvoir. L'armée croisée, endettée auprès de Venise, accepte cet accord dans le but de financier la croisade. L'objectif est de reprendre Constantinople pour Alexis IV, puis de poursuivre vers Jérusalem.
En 1203, la flotte se dirige vers Constantinople, avec l'objectif officiel de placer sur le trône Alexis IV. Constantinople est assiégée en juillet 1203 et Alexis III chassé au profit d'Alexis IV. La situation dégénère cependant et la guerre éclate en 1204 entre les croisés et le nouvel empereur Alexis V Doukas Murzuphle qui a détrôné Alexis IV. Constantinople est prise d'assaut le 12 avril et l'empire partagé entre les vainqueurs. Venise reçoit finalement les trois huitièmes des territoires de l'empire d'orient, un quartier de Constantinople et achète les droits sur la Crète à Boniface de Montferrat. Dandolo envoie à Venise des d'œuvres d'art, dont les quatre chevaux de Saint-Marc, récupérés lors du pillage de la ville.

### La mort

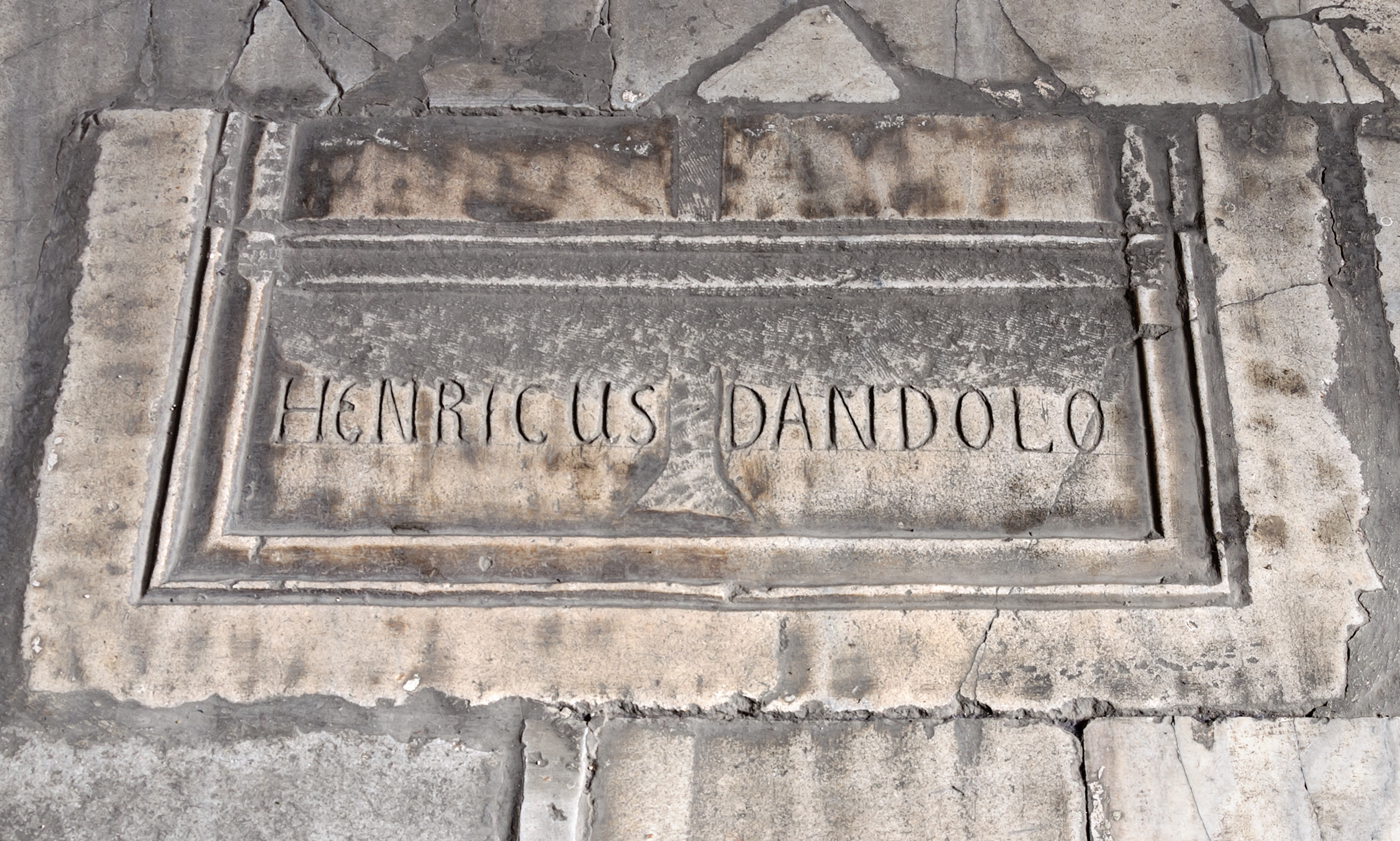
Stèle funéraire d'Enrico Dandolo

Enrico Dandolo ne retourne pas à Venise : il reste à Constantinople pour combattre les Bulgares et participe ainsi à la Bataille d'Andrinople en 1205. Il meurt en mai 1205 à l'âge de 97 ans et il est enterré à Constantinople dans la basilique Sainte-Sophie, où une stèle funéraire portant son nom est visible dans la galerie ouest.
On raconte qu'après la prise de Constantinople, le 29 mai 1453 par les armées de Mehmed II, ses os auraient été déterrés et donnés aux chiens.
Cependant, un documentaire produit par la chaîne publique turque TRT en 2021 est venu battre en brèche ces légendes. Les images géoradar indiquent la présence d'un squelette humain dont la tête se trouve à environ 50 centimètres précisément sous le cénotaphe de la galerie ouest, en position assise, face à Jérusalem. Certaines caractéristiques du squelette, comme sa taille et sa posture, concordent également avec celles de Dandolo.

## Descendance
Il est marié à une femme du nom de Contessa, d'une famille inconnue (peut-être la famille Minotto).
On ne lui connaît avec certitude qu'un fils, Ranier, qui exerce les fonctions de vice-Doge au cours de l'absence de son père à Constantinople et qui meurt en 1209 lors de la guerre contre Gênes pour le contrôle de la Crète. Un certain Fantino, décrit (de façon erronée) comme le second patriarche de Constantinople, lui est aussi attribué par des généalogistes tardifs ainsi que d'autres enfants, mais il s'agit probablement de personnages fictifs. Trois autres doges, Giovanni Dandolo, Francesco Dandolo et Andrea Dandolo portent le même patronyme mais appartiennent à d'autres branches de la famille.

## Cécité
Selon son compagnon d'armes Villehardouin, Dandolo serait devenu aveugle à la suite d'un coup porté à la tête ; cette description pourrait correspondre à une cécité corticale. L'examen de documents autographes montre une rapide dégradation de sa vision entre septembre 1174 et octobre 1176.
Selon une tradition erronée déjà répandue en 1204, l'empereur grec Manuel l'aurait fait aveugler au cours d'une ambassade en 1172. L'anecdote selon laquelle il serait devenu aveugle à la suite d'un coup à la tête reçu au cours d'une rixe à Constantinople a été inventée par l'historien Steven Runciman dans son célèbre ouvrage A History of the Crusades (1954) ; elle est souvent reprise depuis, en raison de l'influence de ce dernier, malgré son caractère fictionnel.

## Postérité
Le nom d'Enrico Dandolo a été donné à un cuirassé de la Regia Marina (marine militaire du royaume d'Italie) actif entre 1882 et 1920.